# Venloër Heide
De Venloër Heide is een natuurgebied in Nettetal in het westen van de Duitse deelstaat Noordrijn-Westfalen, direct tegen de Nederlands-Duitse grens bij Venlo. Het gebied is voornamelijk bebost met gemengd bos, dat bestaat uit zowel loof- als naaldbomen. Er zijn ook kleine stukken heide, maar niet zoveel als op de Groote Heide aan de Venlose kant van de grens. Op de Venloër Heide zijn ook restanten van de grote vliegbasis Venlo-Herongen, evenals op de Groote Heide bij Venlo. 
Het natuurgebied wordt zuidelijk begrensd door de Duitse snelweg A61. Direct oostelijk is het landgoed Kasteel Krieckenbeck gelegen. Noordelijk van het gebied, voert de eveneens Duitse snelweg A40 naar het Ruhrgebied. De Duitse plaatsen Kaldenkerken, Herongen en Leuth liggen dicht bij de Venloër Heide.